# Lithoscirtus
Lithoscirtus is een geslacht van rechtvleugeligen uit de familie veldsprinkhanen (Acrididae). De wetenschappelijke naam van dit geslacht is voor het eerst geldig gepubliceerd in 1908 door Bruner.

## Soorten
Het geslacht Lithoscirtus omvat de volgende soorten:
- Lithoscirtus daedalus Rehn, 1929
- Lithoscirtus miniatulus Rehn, 1905
- Lithoscirtus tesselatus Rowell, 2000
- Lithoscirtus viceitas Rehn, 1929